# Élections législatives de 2022 en Gironde
Les élections législatives françaises de 2022 se déroulent les 12 et 19 juin 2022. En Gironde, douze députés sont à élire dans le cadre de douze circonscriptions.

## Résultats de l'élection présidentielle de 2022 par circonscription
| Circonscription | 1er tour | 1er tour | 1er tour  |         | 2d tour | 2d tour |
| Circonscription | Macron   | Le Pen   | Mélenchon | Macron  | Le Pen  |         |
| --------------- | -------- | -------- | --------- | ------- | ------- | ------- |
| Circonscription |          |          |           |         |         |         |
| 1re             | 36,66 %  | 11,69 %  | 22,17 %   | 75,90 % | 24,10 % |         |
| 2e              | 32,86 %  | 6,77 %   | 31,09 %   | 82,51 % | 17,49 % |         |
| 3e              | 27,10 %  | 12,77 %  | 32,75 %   | 73,60 % | 26,40 % |         |
| 4e              | 25,39 %  | 22,26 %  | 27,34 %   | 60,45 % | 39,55 % |         |
| 5e              | 26,33 %  | 28,06 %  | 18,76 %   | 52,50 % | 47,50 % |         |
| 6e              | 33,69 %  | 17,45 %  | 20,90 %   | 68,33 % | 31,67 % |         |
| 7e              | 32,61 %  | 14,54 %  | 24,06 %   | 72,16 % | 27,84 % |         |
| 8e              | 31,51 %  | 23,26 %  | 14,63 %   | 57,84 % | 42,16 % |         |
| 9e              | 26,24 %  | 24,81 %  | 19,82 %   | 55,06 % | 44,94 % |         |
| 10e             | 25,47 %  | 28,53 %  | 18,53 %   | 51,61 % | 48,39 % |         |
| 11e             | 20,93 %  | 36,49 %  | 17,70 %   | 42,09 % | 57,91 % |         |
| 12e             | 25,77 %  | 24,84 %  | 20,75 %   | 55,13 % | 45,87 % |         |

## Système électoral
Les élections législatives ont lieu au scrutin uninominal majoritaire à deux tours dans des circonscriptions uninominales.
Est élu au premier tour le candidat qui réunit la majorité absolue des suffrages exprimés et un nombre de voix au moins égal au quart (25 %) des électeurs inscrits dans la circonscription. Si aucun des candidats ne satisfait ces conditions, un second tour est organisé entre les candidats ayant réuni un nombre de voix au moins égal à un huitième des inscrits (12,5 %) ; les deux candidats arrivés en tête du premier tour se maintiennent néanmoins par défaut si un seul ou aucun d'entre eux n'a atteint ce seuil. Au second tour, le candidat arrivé en tête est déclaré élu.
Le seuil de qualification basé sur un pourcentage du total des inscrits et non des suffrages exprimés rend plus difficile l'accès au second tour lorsque l'abstention est élevée. Le système permet en revanche l'accès au second tour de plus de deux candidats si plusieurs d'entre eux franchissent le seuil de 12,5 % des inscrits. Les candidats en lice au second tour peuvent ainsi être trois, un cas de figure appelé « triangulaire ». Les second tours où s'affrontent quatre candidats, appelés « quadrangulaire » sont également possibles, mais beaucoup plus rares.

### Partis et nuances
Les résultats des élections sont publiés en France par le ministère de l'Intérieur, qui classe les partis en leur attribuant des nuances politiques. Ces dernières sont décidées par les préfets, qui les attribuent indifféremment de l'étiquette politique déclarée par les candidats, qui peut être celle d'un parti ou une candidature sans étiquette.
En 2022, seules les coalitions Ensemble (ENS) et Nouvelle Union populaire écologique et sociale (NUP), ainsi que le Parti radical de gauche (RDG), l'Union des démocrates et indépendants (UDI), Les Républicains (LR), le Rassemblement national (RN) et Reconquête (REC) se voient attribuer  une nuance propre,,.
Tous les autres partis se voient attribuer l'une ou l'autre des nuances suivantes : DXG (divers extrême gauche), DVG (divers gauche), ECO (écologiste), REG (régionaliste), DVC (divers centre), DVD (divers droite), DSV (droite souverainiste) et DXD (divers extrême droite). Des partis comme Debout la France ou Lutte ouvrière ne disposent ainsi pas de nuance propre, et leurs résultats nationaux ne sont pas publiés séparément par le ministère, car mélangés avec d'autres partis (respectivement dans les nuances DSV et DXG),.

## Résultats

### Élus
| Circonscription                                 | Député sortant      | Parti | Parti    | Député élu ou réélu | Parti | Parti |
| ----------------------------------------------- | ------------------- | ----- | -------- | ------------------- | ----- | ----- |
| 1re                                             | Dominique David*    |       | LREM     | Thomas Cazenave     |       | LREM  |
| 2e                                              | Catherine Fabre     |       | LREM     | Nicolas Thierry     |       | EELV  |
| 3e                                              | Loïc Prud'homme     |       | LFI      | Loïc Prud'homme     |       | LFI   |
| 4e                                              | Alain David         |       | PS       | Alain David         |       | PS    |
| 5e                                              | Benoît Simian       |       | Horizons | Grégoire de Fournas |       | RN    |
| 6e                                              | Éric Poulliat       |       | LREM     | Éric Poulliat       |       | LREM  |
| 7e                                              | Bérangère Couillard |       | LREM     | Bérangère Couillard |       | LREM  |
| 8e                                              | Sophie Panonacle    |       | LREM     | Sophie Panonacle    |       | LREM  |
| 9e                                              | Sophie Mette        |       | MoDem    | Sophie Mette        |       | MoDem |
| 10e                                             | Florent Boudié      |       | LREM     | Florent Boudié      |       | LREM  |
| 11e                                             | Véronique Hammerer  |       | LREM     | Edwige Diaz         |       | RN    |
| 12e                                             | Christelle Dubos*   |       | LREM     | Pascal Lavergne     |       | LREM  |
| * député sortant ne se représentant pas en 2022 |                     |       |          |                     |       |       |

### Résultats à l'échelle du département

#### Résultats par coalition
| Parti et coalition                                           | Parti et coalition                                           | Parti et coalition                            | Premier tour | Premier tour | Premier tour | Second tour   | Second tour   | Second tour | Total Sièges  | +/-           |  |
| Parti et coalition                                           | Parti et coalition                                           | Parti et coalition                            | Voix         | %            | Sièges       | Voix          | %             | Sièges      | Total Sièges  | +/-           |  |
| ------------------------------------------------------------ | ------------------------------------------------------------ | --------------------------------------------- | ------------ | ------------ | ------------ | ------------- | ------------- | ----------- | ------------- | ------------- |  |
|                                                              |                                                              | La République en marche (LREM)                | 134 056      | 23,18        | 0            | 197 613       | 37,85         | 6           | 6             | 3             |  |
|                                                              | Mouvement démocrate (MoDem)                                  | 27 679                                        | 4,79         | 0            | 39 491       | 7,56          | 1             | 1           | en stagnation |               |  |
|                                                              | Horizons (H)                                                 | 14 876                                        | 2,57         | 0            |              |               |               | 0           | Nv            |               |  |
| Total Ensemble (ENS)                                         | Total Ensemble (ENS)                                         | 176 611                                       | 30,54        | 0            | 237 104      | 45,42         | 7             | 7           | 3             |               |  |
|                                                              |                                                              | La France insoumise (LFI)                     | 85 015       | 14,70        | 0            | 108 588       | 20,80         | 1           | 1             | en stagnation |  |
|                                                              | Europe Écologie Les Verts (EELV)                             | 40 765                                        | 7,05         | 0            | 39 002       | 7,47          | 1             | 1           | 1             |               |  |
|                                                              | Parti socialiste (PS)                                        | 36 393                                        | 6,29         | 0            | 47 845       | 9,16          | 1             | 1           | en stagnation |               |  |
|                                                              | Parti communiste français (PCF)                              | 11 269                                        | 1,95         | 0            |              |               |               | 0           | en stagnation |               |  |
| Total Nouvelle Union populaire écologique et sociale (NUPES) | Total Nouvelle Union populaire écologique et sociale (NUPES) | 173 442                                       | 29,99        | 0            | 195 435      | 37,44         | 3             | 3           | 1             |               |  |
|                                                              | Rassemblement national (RN)                                  | Rassemblement national (RN)                   | 114 117      | 19,73        | 0            | 89 505        | 17,15         | 2           | 2             | 2             |  |
|                                                              |                                                              | Les Républicains (LR)                         | 26 886       | 4,65         | 0            |               |               |             | 0             | en stagnation |  |
|                                                              | Les Centristes (LC)                                          | 1 561                                         | 0,27         | 0            | 0            | en stagnation |               |             |               |               |  |
|                                                              | Union des démocrates et indépendants (UDI)                   | 1 335                                         | 0,23         | 0            | 0            | en stagnation |               |             |               |               |  |
| Total Union de la droite et du centre (UDC)                  | Total Union de la droite et du centre (UDC)                  | 29 782                                        | 5,15         | 0            | 0            | en stagnation |               |             |               |               |  |
|                                                              |                                                              | Reconquête (REC)                              | 19 283       | 3,33         | 0            | 0             | Nv            |             |               |               |  |
|                                                              | Mouvement conservateur (MC)                                  | 2 866                                         | 0,50         | 0            | 0            | Nv            |               |             |               |               |  |
|                                                              | Via, la voie du peuple (VIA)                                 | 2 582                                         | 0,45         | 0            | 0            | en stagnation |               |             |               |               |  |
| Total Reconquête et alliés (REC)                             | Total Reconquête et alliés (REC)                             | 24 731                                        | 4,28         | 0            | 0            | en stagnation |               |             |               |               |  |
|                                                              | Parti radical de gauche (PRG)                                | Parti radical de gauche (PRG)                 | 8 477        | 1,47         | 0            | 0             | Nv            |             |               |               |  |
|                                                              | Le Mouvement de la ruralité (LMR)                            | Le Mouvement de la ruralité (LMR)             | 8 462        | 1,46         | 0            | 0             | Nv            |             |               |               |  |
|                                                              | Parti animaliste (PA)                                        | Parti animaliste (PA)                         | 8 018        | 1,39         | 0            | 0             | en stagnation |             |               |               |  |
|                                                              |                                                              | Sans étiquette                                | 4 494        | 0,78         | 0            | 0             | Nv            |             |               |               |  |
|                                                              | Nouvelle Gauche socialiste (NGS)                             | 1 798                                         | 0,31         | 0            | 0            | Nv            |               |             |               |               |  |
| Total Fédération de la gauche républicaine (FGR)             | Total Fédération de la gauche républicaine (FGR)             | 6 292                                         | 1,09         | 0            | 0            | Nv            |               |             |               |               |  |
|                                                              | Lutte ouvrière (LO)                                          | Lutte ouvrière (LO)                           | 5 420        | 0,94         | 0            | 0             | en stagnation |             |               |               |  |
|                                                              |                                                              | Le Mouvement pour les Animaux (LMPA)          | 4 130        | 0,71         | 0            | 0             | en stagnation |             |               |               |  |
|                                                              | L'écologie autrement (LEA)                                   | 845                                           | 0,15         | 0            | 0            | Nv            |               |             |               |               |  |
| Total Tous unis pour le vivant (TUPV)                        | Total Tous unis pour le vivant (TUPV)                        | 4 975                                         | 0,86         | 0            | 0            | en stagnation |               |             |               |               |  |
|                                                              |                                                              | Debout la France (DLF)                        | 2 259        | 0,39         | 0            | 0             | en stagnation |             |               |               |  |
|                                                              | Les Patriotes (LP)                                           | 1 983                                         | 0,34         | 0            | 0            | Nv            |               |             |               |               |  |
|                                                              | Génération Frexit (GF)                                       | 648                                           | 0,11         | 0            | 0            | Nv            |               |             |               |               |  |
| Total Union pour la France (UPF)                             | Total Union pour la France (UPF)                             | 4 890                                         | 0,85         | 0            | 0            | en stagnation |               |             |               |               |  |
|                                                              | Dissidents Ensemble                                          | Dissidents Ensemble                           | 3 966        | 0,69         | 0            | 0             | Nv            |             |               |               |  |
|                                                              |                                                              | Mouvement des progressistes (MdP)             | 2 211        | 0,38         | 0            | 0             | Nv            |             |               |               |  |
| Total Écologie au centre (ÉAC)                               | Total Écologie au centre (ÉAC)                               | 2 211                                         | 0,38         | 0            | 0            | Nv            |               |             |               |               |  |
|                                                              | Résistons (RES)                                              | Résistons (RES)                               | 1 481        | 0,26         | 0            | 0             | en stagnation |             |               |               |  |
|                                                              |                                                              | Union citoyenne pour la liberté (UCPL)        | 856          | 0,15         | 0            | 0             | Nv            |             |               |               |  |
|                                                              | Sans étiquette                                               | 262                                           | 0,04         | 0            | 0            | Nv            |               |             |               |               |  |
| Total Convergence RIC (CRIC)                                 | Total Convergence RIC (CRIC)                                 | 1 118                                         | 0,19         | 0            | 0            | Nv            |               |             |               |               |  |
|                                                              | Nouveau Parti anticapitaliste (NPA)                          | Nouveau Parti anticapitaliste (NPA)           | 500          | 0,09         | 0            | 0             | en stagnation |             |               |               |  |
|                                                              | Ensemble pour les libertés (EPL)                             | Ensemble pour les libertés (EPL)              | 319          | 0,06         | 0            | 0             | Nv            |             |               |               |  |
|                                                              | Dissidents Nouveau Parti anticapitaliste                     | Dissidents Nouveau Parti anticapitaliste      | 260          | 0,04         | 0            | 0             | Nv            |             |               |               |  |
|                                                              |                                                              | Solidarité et progrès (S&P)                   | 179          | 0,03         | 0            | 0             | en stagnation |             |               |               |  |
| Total La raison du peuple (LRDP)                             | Total La raison du peuple (LRDP)                             | 179                                           | 0,03         | 0            | 0            | en stagnation |               |             |               |               |  |
|                                                              | Parti ouvrier indépendant démocratique (POID)                | Parti ouvrier indépendant démocratique (POID) | 118          | 0,02         | 0            | 0             | en stagnation |             |               |               |  |
|                                                              | Parti pirate (PP)                                            | Parti pirate (PP)                             | 6            | 0,00         | 0            | 0             | Nv            |             |               |               |  |
|                                                              | Autres partis                                                | Autres partis                                 | 1 543        | 0,27         | 0            | 0             | en stagnation |             |               |               |  |
|                                                              | Sans étiquette (SE)                                          | Sans étiquette (SE)                           | 1 426        | 0,25         | 0            | 0             | en stagnation |             |               |               |  |
|                                                              |                                                              |                                               |              |              |              |               |               |             |               |               |  |
| Suffrages exprimés                                           | Suffrages exprimés                                           | Suffrages exprimés                            | 578 344      | 97,91        |              | 522 044       | 91,75         |             |               |               |  |
| Votes blancs                                                 | Votes blancs                                                 | Votes blancs                                  | 8 970        | 1,52         | 33 712       | 5,93          |               |             |               |               |  |
| Votes nuls                                                   | Votes nuls                                                   | Votes nuls                                    | 3 377        | 0,57         | 13 205       | 2,32          |               |             |               |               |  |
| Total                                                        | Total                                                        | Total                                         | 590 691      | 100          | 0            | 568 961       | 100           | 12          | 12            | en stagnation |  |
| Abstentions                                                  | Abstentions                                                  | Abstentions                                   | 574 503      | 49,31        |              | 596 445       | 51,18         |             |               |               |  |
| Inscrits/Participation                                       | Inscrits/Participation                                       | Inscrits/Participation                        | 1 165 194    | 50,69        | 1 165 406    | 48,82         |               |             |               |               |  |

#### Résultats par nuance
| Nuance                 | Nuance                                         | Nuance                 | Premier tour | Premier tour | Premier tour | Second tour | Second tour   | Second tour | Total Sièges | +/-           |  |
| Nuance                 | Nuance                                         | Nuance                 | Voix         | %            | Sièges       | Voix        | %             | Sièges      | Total Sièges | +/-           |  |
| ---------------------- | ---------------------------------------------- | ---------------------- | ------------ | ------------ | ------------ | ----------- | ------------- | ----------- | ------------ | ------------- |  |
|                        | Ensemble !                                     | ENS                    | 176 611      | 30,54        | 0            | 237 104     | 45,42         | 7           | 7            | 3             |  |
|                        | Nouvelle Union populaire écologique et sociale | NUP                    | 173 442      | 29,99        | 0            | 195 435     | 37,44         | 3           | 3            | 1             |  |
|                        | Rassemblement national                         | RN                     | 114 117      | 19,73        | 0            | 89 505      | 17,15         | 2           | 2            | 2             |  |
|                        | Les Républicains                               | LR                     | 26 886       | 4,65         | 0            |             |               |             | 0            | en stagnation |  |
|                        | Reconquête                                     | REC                    | 24 731       | 4,28         | 0            | 0           | Nv            |             |              |               |  |
|                        | Ecologistes                                    | ECO                    | 12 993       | 2,25         | 0            | 0           | en stagnation |             |              |               |  |
|                        | Divers droite                                  | DVD                    | 12 731       | 2,20         | 0            | 0           | en stagnation |             |              |               |  |
|                        | Divers gauche                                  | DVG                    | 9 305        | 1,61         | 0            | 0           | en stagnation |             |              |               |  |
|                        | Parti radical de gauche                        | RDG                    | 8 477        | 1,47         | 0            | 0           | Nv            |             |              |               |  |
|                        | Divers extrême gauche                          | DXG                    | 6 298        | 1,09         | 0            | 0           | en stagnation |             |              |               |  |
|                        | Droite souverainiste                           | DSV                    | 5 090        | 0,88         | 0            | 0           | en stagnation |             |              |               |  |
|                        | Divers                                         | DIV                    | 4 178        | 0,72         | 0            | 0           | en stagnation |             |              |               |  |
|                        | Divers centre                                  | DVC                    | 2 150        | 0,37         | 0            | 0           | Nv            |             |              |               |  |
|                        | Union des démocrates et indépendants           | UDI                    | 1 335        | 0,23         | 0            | 0           | en stagnation |             |              |               |  |
|                        |                                                |                        |              |              |              |             |               |             |              |               |  |
| Suffrages exprimés     | Suffrages exprimés                             | Suffrages exprimés     | 578 344      | 97,91        |              | 522 044     | 91,75         |             |              |               |  |
| Votes blancs           | Votes blancs                                   | Votes blancs           | 8 970        | 1,52         | 33 712       | 5,93        |               |             |              |               |  |
| Votes nuls             | Votes nuls                                     | Votes nuls             | 3 377        | 0,57         | 13 205       | 2,32        |               |             |              |               |  |
| Total                  | Total                                          | Total                  | 590 691      | 100          | 0            | 568 961     | 100           | 12          | 12           | en stagnation |  |
| Abstentions            | Abstentions                                    | Abstentions            | 574 503      | 49,31        |              | 596 445     | 51,18         |             |              |               |  |
| Inscrits/Participation | Inscrits/Participation                         | Inscrits/Participation | 1 165 194    | 50,69        | 1 165 406    | 48,82       |               |             |              |               |  |

### Cartes

Nuance politique des candidats arrivés en tête dans chaque commune au 1er tour.
Nuance politique des candidats arrivés en tête dans chaque commune au 2e tour.

### Résultats par circonscription

#### Première circonscription
Députée sortante : Dominique David (La République en marche).
| Candidat                 | Candidat                 | Parti et coalition       | Nuance                   | Premier tour | Premier tour | Second tour | Second tour |
| Candidat                 | Candidat                 | Parti et coalition       | Nuance                   | Voix         | %            | Voix        | %           |
| ------------------------ | ------------------------ | ------------------------ | ------------------------ | ------------ | ------------ | ----------- | ----------- |
|                          | Thomas Cazenave          | LREM (ENS)               | ENS                      | 19 604       | 38,23        | 28 292      | 59,11       |
|                          | Catherine Cestari,       | EÉLV (NUPES)             | NUP                      | 14 006       | 27,31        | 19 569      | 40,89       |
|                          | Bruno Paluteau           | RN                       | RN                       | 4 929        | 9,61         |             |             |
|                          | Pierre De Gaétan Njikam, | LR (UDC)                 | LR                       | 4 116        | 8,03         |             |             |
|                          | Jean-Louis Grattepanche, | MC                       | REC                      | 2 866        | 5,59         |             |             |
|                          | Damien Thomas,           | NGS (FGR)                | DVG                      | 1 794        | 3,50         |             |             |
|                          | Xavier Loustaunau        | H diss.                  | DVD                      | 1 226        | 2,39         |             |             |
|                          | Laurent Blanchard        | LMPA (TUPV)              | ECO                      | 853          | 1,66         |             |             |
|                          | Esther Dufaure           | PA                       | ECO                      | 483          | 0,94         |             |             |
|                          | Medhi Saboulard          | UA                       | DVG                      | 462          | 0,90         |             |             |
|                          | Jean-Pierre Roche        | LEL                      | DIV                      | 398          | 0,78         |             |             |
|                          | Fanny Quandalle          | LO                       | DXG                      | 250          | 0,49         |             |             |
|                          | Isabelle Larroquet,      | NPA                      | DXG                      | 165          | 0,32         |             |             |
|                          | Claire Chartier Grimaud  | POID                     | DXG                      | 118          | 0,23         |             |             |
|                          | Kylian Visage            | LPL                      | DIV                      | 11           | 0,02         |             |             |
|                          |                          |                          |                          |              |              |             |             |
| Votes valides            | Votes valides            | Votes valides            | Votes valides            | 51 281       | 98,50        | 47 861      | 94,71       |
| Votes blancs             | Votes blancs             | Votes blancs             | Votes blancs             | 576          | 1,11         | 1 940       | 3,84        |
| Votes nuls               | Votes nuls               | Votes nuls               | Votes nuls               | 203          | 0,39         | 734         | 1,45        |
| Total                    | Total                    | Total                    | Total                    | 52 060       | 100          | 50 535      | 100         |
| Abstention               | Abstention               | Abstention               | Abstention               | 52 049       | 49,99        | 53 594      | 51,47       |
| Inscrits / participation | Inscrits / participation | Inscrits / participation | Inscrits / participation | 104 109      | 50,01        | 104 129     | 48,53       |

#### Deuxième circonscription
Député sortant : Catherine Fabre (La République en marche).
| Candidat                 | Candidat                 | Parti et coalition       | Nuance                   | Premier tour | Premier tour | Second tour | Second tour |
| Candidat                 | Candidat                 | Parti et coalition       | Nuance                   | Voix         | %            | Voix        | %           |
| ------------------------ | ------------------------ | ------------------------ | ------------------------ | ------------ | ------------ | ----------- | ----------- |
|                          | Nicolas Thierry,         | EÉLV (NUPES)             | NUP                      | 17 054       | 45,12        | 19 433      | 53,34       |
|                          | Catherine Fabre          | LREM (ENS)               | ENS                      | 12 407       | 32,83        | 16 997      | 46,66       |
|                          | Emanuelle Cuny,          | LR (UDC)                 | LR                       | 2 799        | 7,41         |             |             |
|                          | Pierre Le Camus          | RN                       | RN                       | 1 970        | 5,21         |             |             |
|                          | Virginie Tournay         | REC                      | REC                      | 1 879        | 4,97         |             |             |
|                          | Maxime Lambert           | LMPA (TUPV)              | ECO                      | 630          | 1,67         |             |             |
|                          | Guy Dupont               | LO                       | DXG                      | 331          | 0,88         |             |             |
|                          | Didier Magne             | EPL                      | DIV                      | 319          | 0,84         |             |             |
|                          | Honorine Laurent         | PA                       | ECO                      | 296          | 0,78         |             |             |
|                          | Bruna Belmondo           | LMR                      | DVD                      | 108          | 0,29         |             |             |
|                          | Mikaël Millac            | RRF                      | DVD                      | 1            | 0,00         |             |             |
|                          |                          |                          |                          |              |              |             |             |
| Votes valides            | Votes valides            | Votes valides            | Votes valides            | 37 794       | 98,68        | 36 430      | 96,31       |
| Votes blancs             | Votes blancs             | Votes blancs             | Votes blancs             | 393          | 1,03         | 1 003       | 2,65        |
| Votes nuls               | Votes nuls               | Votes nuls               | Votes nuls               | 114          | 0,30         | 393         | 1,04        |
| Total                    | Total                    | Total                    | Total                    | 38 301       | 100          | 37 826      | 100         |
| Abstention               | Abstention               | Abstention               | Abstention               | 33 986       | 47,02        | 34 475      | 47,68       |
| Inscrits / participation | Inscrits / participation | Inscrits / participation | Inscrits / participation | 72 287       | 52,98        | 72 301      | 52,32       |

#### Troisième circonscription
Député sortant : Loïc Prud'homme (La France insoumise).
| Candidat                 | Candidat                 | Parti et coalition       | Nuance                   | Premier tour | Premier tour | Second tour | Second tour |
| Candidat                 | Candidat                 | Parti et coalition       | Nuance                   | Voix         | %            | Voix        | %           |
| ------------------------ | ------------------------ | ------------------------ | ------------------------ | ------------ | ------------ | ----------- | ----------- |
|                          | Loïc Prud'homme,         | LFI (NUPES)              | NUP                      | 19 730       | 44,89        | 24 066      | 59,27       |
|                          | Fabien Robert,           | MoDem (ENS)              | ENS                      | 12 947       | 29,46        | 16 541      | 40,73       |
|                          | Maryvonne Bastères       | RN                       | RN                       | 4 748        | 10,80        |             |             |
|                          | Yannick Boutot,          | PRG                      | RDG                      | 2 273        | 5,17         |             |             |
|                          | Asia Dayan               | UDI (UDC)                | UDI                      | 1 335        | 3,04         |             |             |
|                          | Cyrille Doumenge         | REC                      | REC                      | 1 248        | 2,84         |             |             |
|                          | Thierry Vay              | PA                       | ECO                      | 758          | 1,72         |             |             |
|                          | Eric Marhadour           | LO                       | DXG                      | 314          | 0,71         |             |             |
|                          | François Daurel          | NPA diss.                | DXG                      | 260          | 0,59         |             |             |
|                          | Laurent Marc             | UCPL (CRIC)              | DIV                      | 215          | 0,49         |             |             |
|                          | Flora Savino             | SE                       | DIV                      | 113          | 0,26         |             |             |
|                          | Morgan Matho             | PP                       | DIV                      | 6            | 0,01         |             |             |
|                          |                          |                          |                          |              |              |             |             |
| Votes valides            | Votes valides            | Votes valides            | Votes valides            | 43 947       | 98,09        | 40 607      | 94,69       |
| Votes blancs             | Votes blancs             | Votes blancs             | Votes blancs             | 638          | 1,42         | 1 613       | 3,76        |
| Votes nuls               | Votes nuls               | Votes nuls               | Votes nuls               | 220          | 0,49         | 666         | 1,55        |
| Total                    | Total                    | Total                    | Total                    | 44 805       | 100          | 42 886      | 100         |
| Abstention               | Abstention               | Abstention               | Abstention               | 44 682       | 49,93        | 46 610      | 52,08       |
| Inscrits / participation | Inscrits / participation | Inscrits / participation | Inscrits / participation | 89 487       | 50,07        | 89 496      | 47,92       |

#### Quatrième circonscription
Député sortant : Alain David (Parti socialiste).
| Candidat                 | Candidat                 | Parti et coalition       | Nuance                   | Premier tour | Premier tour | Second tour | Second tour |
| Candidat                 | Candidat                 | Parti et coalition       | Nuance                   | Voix         | %            | Voix        | %           |
| ------------------------ | ------------------------ | ------------------------ | ------------------------ | ------------ | ------------ | ----------- | ----------- |
|                          | Alain David,             | PS (NUPES)               | NUP                      | 17 628       | 40,55        | 22 876      | 59,73       |
|                          | Mélissa Karaca           | LREM (ENS)               | ENS                      | 10 431       | 24,00        | 15 426      | 40,27       |
|                          | Julie Rechagneux         | RN                       | RN                       | 9 191        | 21,14        |             |             |
|                          | Philippe Garnier         | REC                      | REC                      | 1 679        | 3,86         |             |             |
|                          | Jean-Patrice Fillang     | LC (UDC)                 | DVD                      | 1 561        | 3,59         |             |             |
|                          | Christine Gaillard       | RES                      | DVD                      | 842          | 1,94         |             |             |
|                          | Ambre Destandau          | PA                       | ECO                      | 733          | 1,69         |             |             |
|                          | Kévin Bernaud            | LMR                      | DVD                      | 543          | 1,25         |             |             |
|                          | Anne-Isabelle Brivary    | LO                       | DXG                      | 429          | 0,99         |             |             |
|                          | Monica Casanova,         | NPA                      | DXG                      | 335          | 0,77         |             |             |
|                          | Marie-Mauricette Mathieu | DINA                     | DSV                      | 96           | 0,22         |             |             |
|                          |                          |                          |                          |              |              |             |             |
| Votes valides            | Votes valides            | Votes valides            | Votes valides            | 43 468       | 98,09        | 38 302      | 92,36       |
| Votes blancs             | Votes blancs             | Votes blancs             | Votes blancs             | 619          | 1,40         | 2 129       | 5,13        |
| Votes nuls               | Votes nuls               | Votes nuls               | Votes nuls               | 228          | 0,51         | 1 039       | 2,51        |
| Total                    | Total                    | Total                    | Total                    | 44 315       | 100          | 41 470      | 100         |
| Abstention               | Abstention               | Abstention               | Abstention               | 54 125       | 54,98        | 57 003      | 57,89       |
| Inscrits / participation | Inscrits / participation | Inscrits / participation | Inscrits / participation | 98 440       | 45,02        | 98 473      | 42,11       |

#### Cinquième circonscription
Député sortant : Benoît Simian (Horizons).
| Candidat                 | Candidat                 | Parti et coalition       | Nuance                   | Premier tour | Premier tour | Second tour | Second tour |
| Candidat                 | Candidat                 | Parti et coalition       | Nuance                   | Voix         | %            | Voix        | %           |
| ------------------------ | ------------------------ | ------------------------ | ------------------------ | ------------ | ------------ | ----------- | ----------- |
|                          | Grégoire de Fournas      | RN                       | RN                       | 16 672       | 28,55        | 26 263      | 53,28       |
|                          | Olivier Maneiro,         | LFI (NUPES)              | NUP                      | 15 134       | 25,92        | 23 026      | 46,72       |
|                          | Karine Nouette Gaulain,  | H (ENS)                  | ENS                      | 14 876       | 25,47        |             |             |
|                          | Viviane Chaine-Ribeiro   | LR (UDC)                 | LR                       | 2 485        | 4,26         |             |             |
|                          | Stéphane Sence           | LMR                      | DVD                      | 2 472        | 4,23         |             |             |
|                          | Roxane Maury             | REC                      | REC                      | 2 257        | 3,86         |             |             |
|                          | Benoît Simian,           | H diss.                  | DVC                      | 2 150        | 3,68         |             |             |
|                          | Virginie Bastien         | PA                       | ECO                      | 946          | 1,62         |             |             |
|                          | Thierry Fagegaltier      | LO                       | DXG                      | 756          | 1,29         |             |             |
|                          | Maryse Ghibaudo          | GF (UPF)                 | DSV                      | 648          | 1,11         |             |             |
|                          | Vincent Opifex           | MLP                      | DIV                      | 1            | 0,00         |             |             |
|                          |                          |                          |                          |              |              |             |             |
| Votes valides            | Votes valides            | Votes valides            | Votes valides            | 58 397       | 97,40        | 49 289      | 85,28       |
| Votes blancs             | Votes blancs             | Votes blancs             | Votes blancs             | 1 110        | 1,85         | 6 492       | 11,23       |
| Votes nuls               | Votes nuls               | Votes nuls               | Votes nuls               | 449          | 0,75         | 2 014       | 3,48        |
| Total                    | Total                    | Total                    | Total                    | 59 956       | 100          | 57 795      | 100         |
| Abstention               | Abstention               | Abstention               | Abstention               | 61 029       | 50,44        | 63 204      | 52,24       |
| Inscrits / participation | Inscrits / participation | Inscrits / participation | Inscrits / participation | 120 985      | 49,56        | 120 999     | 47,76       |

#### Sixième circonscription
Député sortant : Éric Poulliat (La République en marche).
| Candidat                 | Candidat                 | Parti et coalition       | Nuance                   | Premier tour | Premier tour | Second tour | Second tour |
| Candidat                 | Candidat                 | Parti et coalition       | Nuance                   | Voix         | %            | Voix        | %           |
| ------------------------ | ------------------------ | ------------------------ | ------------------------ | ------------ | ------------ | ----------- | ----------- |
|                          | Éric Poulliat            | LREM (ENS)               | ENS                      | 19 258       | 34,83        | 26 893      | 51,85       |
|                          | Vanessa Fergeau-Renaux , | PS (NUPES)               | NUP                      | 18 765       | 33,93        | 24 969      | 48,15       |
|                          | Jimmy Bourlieux          | RN                       | RN                       | 8 222        | 14,87        |             |             |
|                          | Thomas Dovichi           | LR (UDC)                 | LR                       | 2 815        | 5,09         |             |             |
|                          | Jérôme Paris             | REC                      | REC                      | 2 174        | 3,93         |             |             |
|                          | Stéphanie Plouvier       | PA                       | ECO                      | 981          | 1,77         |             |             |
|                          | Esther Mvondo            | LEA (TUPV)               | ECO                      | 845          | 1,53         |             |             |
|                          | Franck Bonhomme          | RES                      | DVD                      | 639          | 1,16         |             |             |
|                          | Alain Alves              | DLF (UPF)                | DSV                      | 574          | 1,04         |             |             |
|                          | Guillaume Perchet        | LO                       | DXG                      | 467          | 0,84         |             |             |
|                          | Marc Morisset            | UCPL (CRIC)              | DVG                      | 340          | 0,61         |             |             |
|                          | Jonathan Florit          | S&P (LRDP)               | DIV                      | 179          | 0,32         |             |             |
|                          | Jean-Christophe De Pina  | SE                       | DIV                      | 37           | 0,07         |             |             |
|                          | Raphael Canovas          | DTC                      | DIV                      | 2            | 0,00         |             |             |
|                          |                          |                          |                          |              |              |             |             |
| Votes valides            | Votes valides            | Votes valides            | Votes valides            | 55 298       | 98,03        | 51 862      | 93,95       |
| Votes blancs             | Votes blancs             | Votes blancs             | Votes blancs             | 854          | 1,51         | 2 307       | 4,18        |
| Votes nuls               | Votes nuls               | Votes nuls               | Votes nuls               | 259          | 0,46         | 1 035       | 1,87        |
| Total                    | Total                    | Total                    | Total                    | 56 411       | 100          | 55 204      | 100         |
| Abstention               | Abstention               | Abstention               | Abstention               | 51 615       | 47,78        | 52 847      | 48,91       |
| Inscrits / participation | Inscrits / participation | Inscrits / participation | Inscrits / participation | 108 026      | 52,22        | 108 051     | 51,09       |

#### Septième circonscription
Député sortant : Bérangère Couillard (La République en marche).
| Candidat                 | Candidat                 | Parti et coalition       | Nuance                   | Premier tour | Premier tour | Second tour | Second tour |
| Candidat                 | Candidat                 | Parti et coalition       | Nuance                   | Voix         | %            | Voix        | %           |
| ------------------------ | ------------------------ | ------------------------ | ------------------------ | ------------ | ------------ | ----------- | ----------- |
|                          | Bérangère Couillard      | LREM (ENS)               | ENS                      | 15 252       | 36,27        | 20 964      | 52,71       |
|                          | Jean-Renaud Ferran,      | LFI (NUPES)              | NUP                      | 14 513       | 34,51        | 18 809      | 47,29       |
|                          | Francine Erb             | RN                       | RN                       | 4 914        | 11,68        |             |             |
|                          | Benoît Rautureau         | LR (UDC)                 | LR                       | 2 864        | 6,81         |             |             |
|                          | Dany Bonnet              | REC                      | REC                      | 1 455        | 3,46         |             |             |
|                          | Audrey Legendre          | LMPA (TUPV)              | ECO                      | 1 329        | 3,16         |             |             |
|                          | Vincent Fournier         | LP (UPF)                 | DSV                      | 491          | 1,17         |             |             |
|                          | John Mingam              | Unicité                  | DIV                      | 458          | 1,09         |             |             |
|                          | Monique Oratto           | LO                       | DXG                      | 432          | 1,03         |             |             |
|                          | Anne Marie Franchiset    | PA                       | ECO                      | 345          | 0,82         |             |             |
|                          | Rozenn Bonnet            | NGS (FGR)                | DVG                      | 4            | 0,01         |             |             |
|                          |                          |                          |                          |              |              |             |             |
| Votes valides            | Votes valides            | Votes valides            | Votes valides            | 42 057       | 98,01        | 39 773      | 94,13       |
| Votes blancs             | Votes blancs             | Votes blancs             | Votes blancs             | 633          | 1,48         | 1 681       | 3,98        |
| Votes nuls               | Votes nuls               | Votes nuls               | Votes nuls               | 220          | 0,51         | 801         | 1,90        |
| Total                    | Total                    | Total                    | Total                    | 42 910       | 100          | 42 255      | 100         |
| Abstention               | Abstention               | Abstention               | Abstention               | 36 857       | 46,21        | 37 521      | 47,03       |
| Inscrits / participation | Inscrits / participation | Inscrits / participation | Inscrits / participation | 79 767       | 53,79        | 79 776      | 52,97       |

#### Huitième circonscription
Député sortant : Sophie Panonacle (La République en marche).
| Candidat                 | Candidat                 | Parti et coalition       | Nuance                   | Premier tour | Premier tour | Second tour | Second tour |
| Candidat                 | Candidat                 | Parti et coalition       | Nuance                   | Voix         | %            | Voix        | %           |
| ------------------------ | ------------------------ | ------------------------ | ------------------------ | ------------ | ------------ | ----------- | ----------- |
|                          | Sophie Panonacle         | LREM (ENS)               | ENS                      | 20 943       | 35,02        | 31 442      | 60,00       |
|                          | Laurent Lamara           | RN                       | RN                       | 11 798       | 19,73        | 20 965      | 40,00       |
|                          | Marylène Faure,          | PCF (NUPES)              | NUP                      | 11 269       | 18,84        |             |             |
|                          | Marc Morin               | LR (UDC)                 | LR                       | 5 964        | 9,97         |             |             |
|                          | Alexane Isnard           | REC                      | REC                      | 3 420        | 5,72         |             |             |
|                          | Alain Chauteau           | MdP (ÉAC)                | DVG                      | 2 211        | 3,70         |             |             |
|                          | Hans Brustlé Santini     | PA                       | ECO                      | 852          | 1,42         |             |             |
|                          | Eric Richon              | SE                       | DIV                      | 831          | 1,39         |             |             |
|                          | Lydie Rivault            | LP (UPF)                 | DSV                      | 789          | 1,32         |             |             |
|                          | Christèle Portelas       | LMR                      | DVD                      | 753          | 1,26         |             |             |
|                          | Véronique Rocchi         | H diss.                  | DIV                      | 590          | 0,99         |             |             |
|                          | Rémy Coste               | LO                       | DXG                      | 388          | 0,65         |             |             |
|                          |                          |                          |                          |              |              |             |             |
| Votes valides            | Votes valides            | Votes valides            | Votes valides            | 59 808       | 98,25        | 52 407      | 91,31       |
| Votes blancs             | Votes blancs             | Votes blancs             | Votes blancs             | 781          | 1,28         | 3 699       | 6,45        |
| Votes nuls               | Votes nuls               | Votes nuls               | Votes nuls               | 285          | 0,47         | 1 286       | 2,24        |
| Total                    | Total                    | Total                    | Total                    | 60 874       | 100          | 57 392      | 100         |
| Abstention               | Abstention               | Abstention               | Abstention               | 58 927       | 49,19        | 62 431      | 52,10       |
| Inscrits / participation | Inscrits / participation | Inscrits / participation | Inscrits / participation | 119 801      | 50,81        | 119 823     | 47,90       |

#### Neuvième circonscription
Député sortant : Sophie Mette (Mouvement démocrate).
| Candidat                 | Candidat                 | Parti et coalition       | Nuance                   | Premier tour | Premier tour | Second tour | Second tour |
| Candidat                 | Candidat                 | Parti et coalition       | Nuance                   | Voix         | %            | Voix        | %           |
| ------------------------ | ------------------------ | ------------------------ | ------------------------ | ------------ | ------------ | ----------- | ----------- |
|                          | Sophie Mette             | MoDem (ENS)              | ENS                      | 14 732       | 28,75        | 22 950      | 50,49       |
|                          | Sacha André,             | LFI (NUPES)              | NUP                      | 12 415       | 24,23        | 22 506      | 49,51       |
|                          | Damien Obrador           | RN                       | RN                       | 12 008       | 23,44        |             |             |
|                          | Serge Détrieux,          | PRG                      | RDG                      | 3 074        | 6,00         |             |             |
|                          | René Cardoit             | LR (UDC)                 | LR                       | 2 802        | 5,47         |             |             |
|                          | Sylvie Mantel            | REC                      | REC                      | 2 136        | 4,17         |             |             |
|                          | Armelle Cruse            | LMR                      | DVD                      | 1 123        | 2,19         |             |             |
|                          | Valérie Viltet           | PA                       | ECO                      | 883          | 1,72         |             |             |
|                          | Jean-Philippe Delcamp    | LO                       | DXG                      | 801          | 1,56         |             |             |
|                          | Milène Gellé             | LP (UPF)                 | DSV                      | 703          | 1,37         |             |             |
|                          | Jean-Claude Laloubère    | SE                       | DIV                      | 445          | 0,87         |             |             |
|                          | Maëva Bogo               | DINA                     | DSV                      | 104          | 0,20         |             |             |
|                          | Guillaume Besset         | PLIB                     | DIV                      | 10           | 0,02         |             |             |
|                          |                          |                          |                          |              |              |             |             |
| Votes valides            | Votes valides            | Votes valides            | Votes valides            | 51 236       | 97,15        | 45 456      | 89,68       |
| Votes blancs             | Votes blancs             | Votes blancs             | Votes blancs             | 1 102        | 2,09         | 3 721       | 7,34        |
| Votes nuls               | Votes nuls               | Votes nuls               | Votes nuls               | 400          | 0,76         | 1 511       | 2,98        |
| Total                    | Total                    | Total                    | Total                    | 52 738       | 100          | 50 688      | 100         |
| Abstention               | Abstention               | Abstention               | Abstention               | 49 428       | 48,38        | 51 503      | 50,40       |
| Inscrits / participation | Inscrits / participation | Inscrits / participation | Inscrits / participation | 102 166      | 51,62        | 102 191     | 49,60       |

#### Dixième circonscription
Député sortant : Florent Boudié (La République en marche).
| Candidat                 | Candidat                 | Parti et coalition       | Nuance                   | Premier tour | Premier tour | Second tour | Second tour |
| Candidat                 | Candidat                 | Parti et coalition       | Nuance                   | Voix         | %            | Voix        | %           |
| ------------------------ | ------------------------ | ------------------------ | ------------------------ | ------------ | ------------ | ----------- | ----------- |
|                          | Florent Boudié           | LREM (ENS)               | ENS                      | 13 565       | 32,70        | 19 581      | 53,26       |
|                          | Sandrine Chadourne       | RN                       | RN                       | 11 628       | 28,03        | 17 185      | 46,74       |
|                          | Pascal Bourgois,         | EÉLV (NUPES)             | NUP                      | 9 705        | 23,40        |             |             |
|                          | Gonzague Malherbe,       | VIA                      | REC                      | 2 582        | 6,22         |             |             |
|                          | Véronique Planton,       | PRG                      | RDG                      | 2 034        | 4,90         |             |             |
|                          | Amélie Guilbert          | PA                       | ECO                      | 606          | 1,46         |             |             |
|                          | Catherine Fleury         | DLF (UPF)                | DSV                      | 593          | 1,43         |             |             |
|                          | Hélène Halbin            | LO                       | DXG                      | 507          | 1,22         |             |             |
|                          | Angélique Dejong-Pauss,  | SE (CRIC)                | DIV                      | 262          | 0,63         |             |             |
|                          | Muriel Bernard           | SE                       | DVG                      | 0            | 0,00         |             |             |
|                          |                          |                          |                          |              |              |             |             |
| Votes valides            | Votes valides            | Votes valides            | Votes valides            | 41 482       | 97,35        | 36 766      | 90,06       |
| Votes blancs             | Votes blancs             | Votes blancs             | Votes blancs             | 781          | 1,83         | 2 961       | 7,25        |
| Votes nuls               | Votes nuls               | Votes nuls               | Votes nuls               | 347          | 0,81         | 1 096       | 2,68        |
| Total                    | Total                    | Total                    | Total                    | 42 610       | 100          | 40 823      | 100         |
| Abstention               | Abstention               | Abstention               | Abstention               | 40 667       | 48,83        | 42 467      | 50,99       |
| Inscrits / participation | Inscrits / participation | Inscrits / participation | Inscrits / participation | 83 277       | 51,17        | 83 290      | 49,01       |

#### Onzième circonscription
Député sortant : Véronique Hammerer (La République en marche).
| Candidat                 | Candidat                 | Parti et coalition       | Nuance                   | Premier tour | Premier tour | Second tour | Second tour |
| Candidat                 | Candidat                 | Parti et coalition       | Nuance                   | Voix         | %            | Voix        | %           |
| ------------------------ | ------------------------ | ------------------------ | ------------------------ | ------------ | ------------ | ----------- | ----------- |
|                          | Edwige Diaz,             | RN                       | RN                       | 18 662       | 39,42        | 25 092      | 58,70       |
|                          | Véronique Hammerer,      | LREM (ENS)               | ENS                      | 11 230       | 23,72        | 17 653      | 41,30       |
|                          | Mathieu Caillaud,        | LFI (NUPES)              | NUP                      | 10 768       | 22,75        |             |             |
|                          | Caroline Goguet          | LMPA (TUPV)              | ECO                      | 1 318        | 2,78         |             |             |
|                          | Caroline Chalopin,       | REC                      | REC                      | 1 127        | 2,38         |             |             |
|                          | Bastien Noury,           | PRG                      | RDG                      | 1 096        | 2,32         |             |             |
|                          | Cécile Picard,           | LR (UDC)                 | LR                       | 940          | 1,99         |             |             |
|                          | Eddie Puyjalon           | LMR                      | DVD                      | 632          | 1,34         |             |             |
|                          | Bruno Grangé             | DLF (UPF)                | DSV                      | 534          | 1,13         |             |             |
|                          | Régine Blatter           | PA                       | ECO                      | 399          | 0,84         |             |             |
|                          | Zina Ahmimou             | LO                       | DXG                      | 331          | 0,70         |             |             |
|                          | Charles Rény,            | UCPL (CRIC)              | DIV                      | 301          | 0,64         |             |             |
|                          |                          |                          |                          |              |              |             |             |
| Votes valides            | Votes valides            | Votes valides            | Votes valides            | 47 338       | 97,54        | 42 745      | 91,00       |
| Votes blancs             | Votes blancs             | Votes blancs             | Votes blancs             | 823          | 1,70         | 3 102       | 6,60        |
| Votes nuls               | Votes nuls               | Votes nuls               | Votes nuls               | 369          | 0,76         | 1 126       | 2,40        |
| Total                    | Total                    | Total                    | Total                    | 48 530       | 100          | 46 973      | 100         |
| Abstention               | Abstention               | Abstention               | Abstention               | 50 204       | 50,85        | 51 770      | 52,43       |
| Inscrits / participation | Inscrits / participation | Inscrits / participation | Inscrits / participation | 98 734       | 49,15        | 98 743      | 47,57       |

#### Douzième circonscription
Député sortant : Christelle Dubos (La République en marche).
| Candidat                 | Candidat                 | Parti et coalition       | Nuance                   | Premier tour | Premier tour | Second tour | Second tour |
| Candidat                 | Candidat                 | Parti et coalition       | Nuance                   | Voix         | %            | Voix        | %           |
| ------------------------ | ------------------------ | ------------------------ | ------------------------ | ------------ | ------------ | ----------- | ----------- |
|                          | Mathilde Feld,           | LFI (NUPES)              | NUP                      | 12 455       | 26,94        | 20 181      | 49,77       |
|                          | Pascal Lavergne          | LREM (ENS)               | ENS                      | 11 366       | 24,58        | 20 365      | 50,23       |
|                          | Hager Jacquemin          | RN                       | RN                       | 9 375        | 20,28        |             |             |
|                          | Bruno Marty,             | SE (FGR)                 | DVG                      | 4 494        | 9,72         |             |             |
|                          | Yves d'Amécourt          | LMR                      | DVD                      | 2 831        | 6,12         |             |             |
|                          | Bastien Mercier,         | LR (UDC)                 | LR                       | 2 101        | 4,54         |             |             |
|                          | François-Xavier Marques  | REC                      | REC                      | 1 908        | 4,13         |             |             |
|                          | Véronique Silverio,      | PA                       | ECO                      | 736          | 1,59         |             |             |
|                          | Yunyue Jacquelin         | DLF (UPF)                | DSV                      | 558          | 1,21         |             |             |
|                          | Richard Lavin            | LO                       | DXG                      | 414          | 0,90         |             |             |
|                          |                          |                          |                          |              |              |             |             |
| Votes valides            | Votes valides            | Votes valides            | Votes valides            | 46 238       | 98,00        | 40 546      | 89,87       |
| Votes blancs             | Votes blancs             | Votes blancs             | Votes blancs             | 660          | 1,40         | 3 064       | 6,79        |
| Votes nuls               | Votes nuls               | Votes nuls               | Votes nuls               | 283          | 0,60         | 1 504       | 3,33        |
| Total                    | Total                    | Total                    | Total                    | 47 181       | 100          | 45 114      | 100         |
| Abstention               | Abstention               | Abstention               | Abstention               | 40 934       | 46,46        | 43 020      | 48,81       |
| Inscrits / participation | Inscrits / participation | Inscrits / participation | Inscrits / participation | 88 115       | 53,54        | 88 134      | 51,19       |